# Nära dig
Nära dig är ett album av Hasse Andersson och Kvinnaböske Band, släppt 2004. Det innehåller kristna sånger.

## Låtlista
1. "I Saw the Night" - 03:48
2. "Wings of a Dove" - 04:41
3. "Där rosor aldrig dör" - 03:58
4. "Nobody Knows the Trouble I've Seen" - 02:44
5. "Det finns ett träd" - 03:04
6. "What a Friend We Have in Jesus" - 03:28
7. "O store Gud" - 04:33
8. "Silver Threads Among the Gold" - 04:31
9. "Jag tittar i mitt fönster" - 03:38
10. "Put Your Hand in the Hand" - 03:10
11. "Blott en dag" - 03:49
12. "Were You There" - 03:29
13. "Will the Circle be Unbroken" - 03:12
14. "Käre fader" - 02:22

## Medverkande musiker
- P-O Nilsson - keyboard, kör
- Johan Pihleke - gitarr, kör
- Nisse "Bas" Persson - bas
- Mattias Frisk - trummor, med mera
- Bert-Olof "Berra" Karlsson - dobro, steelguitar
- Björn Eriksson - munspel

## Kör
- Tobias Lundgren
- Lars Nilsson
- Åsa Jonsson
- Sun Erkensten
- Anna Onelöv
- Charlotte Ollward
- Anki Spångberg
- Daniel Bäckrud
- Sofia Bäckrud
- Elsemarie Hallqvist
- Rebecka Lundell

## Barnkör
- Anton Nyman
- Emma Norman
- Axel Elovsson
- Robin Bivefors

### Fotnoter
1. ↑  ”Nära dig”. Svensk mediedatabas. 1 mars 2004. http://smdb.kb.se/catalog/id/001432221. Läst 15 juli 2016.